# Laura Ramsey
Laura Ramsey (sinh ngày 14 tháng 11 năm 1982) là một nữ diễn viên người Mỹ.
Ramsey sinh ra tại Brandon, Wisconsin và học tại trường trung học Laconia. Sau đó, cô chuyển tới Los Angeles để theo đuổi nghiệp diễn viên. Cô được phát hiện khi làm phục vụ bàn tại một nhà hàng Los Angeles.
Ramsey tham gia đóng bộ phim đầu tiên là The Real Cancun (2003), trước khi đóng vai Natalie Day trong bộ phim truyền hình The Days trên kênh ABC năm 2004.

## Các phim
- The Real Cancun (2003) - chính mình
- The Days (2004) - Natalie Day
- Lords of Dogtown (2005) - Gabrielle
- Inside Out (2005) - Miranda
- Cruel World (2005) - Jenny
- Venom (2005) - Rachel
- She's the Man (2006) - Olivia
- The Covenant (2006) - Sarah Wenham
- Whatever Lola Wants (2007) - Lola
- The Ruins (2008) - Stacy Jena Malone